# Fort Falcone
Le fort Falcone (en italien : Forte Falcone) est une fortification située sur l'île d'Elbe dans la commune de Portoferraio, de la province de Livourne en Toscane,.
Son emplacement est juste à l'ouest du fort Stella, en position dominante sur un promontoire surplombant toute la baie portuaire depuis le nord.

## Histoire
La place forte a été construite en plusieurs étapes à partir de 1549, sur la base d'un projet de Giovanni Camerini (it), qui à l'époque travaillait également à la construction d'autres structures militaires du système défensif de l'île d'Elbe voulu par les Médicis. Restant partiellement inachevée sur certains de ses points, elle ne fut achevée qu'en 1701, après que les travaux ne reprirent qu'à la fin du XVIIe siècle. Les fonctions de la fortification étaient celles de guet et de défense, ce qui renforçait considérablement le système défensif composé de diverses structures fortifiées fonctionnant en parfaite synergie les unes avec les autres ; sa révocation des fonctions militaires s'est produite relativement récemment.

## Description
Le fort Falcone apparaît comme une imposante fortification située en position dominante dans la partie occidentale du promontoire qui ferme au nord la vaste rade de Portoferraio. La structure architecturale militaire est divisée en un plan quadrangulaire irrégulier, au sommet duquel se trouve un bastion initialement équipé d'une échauguette. Extérieurement, la forteresse est entourée d'une courtine disposée le long d'un périmètre trapézoïdal, qui ne fut achevée qu'au début du XVIIIe siècle. Les structures murales de la fortification sont principalement recouvertes de briques et reposent sur de puissantes bases d'escarpements qui s'adaptent à l'orographie abrupte du promontoire. À l'intérieur du fort se trouvent quelques bâtiments qui abritaient autrefois les quartiers de la garnison, la poudrière et l'armurerie.

## Galerie

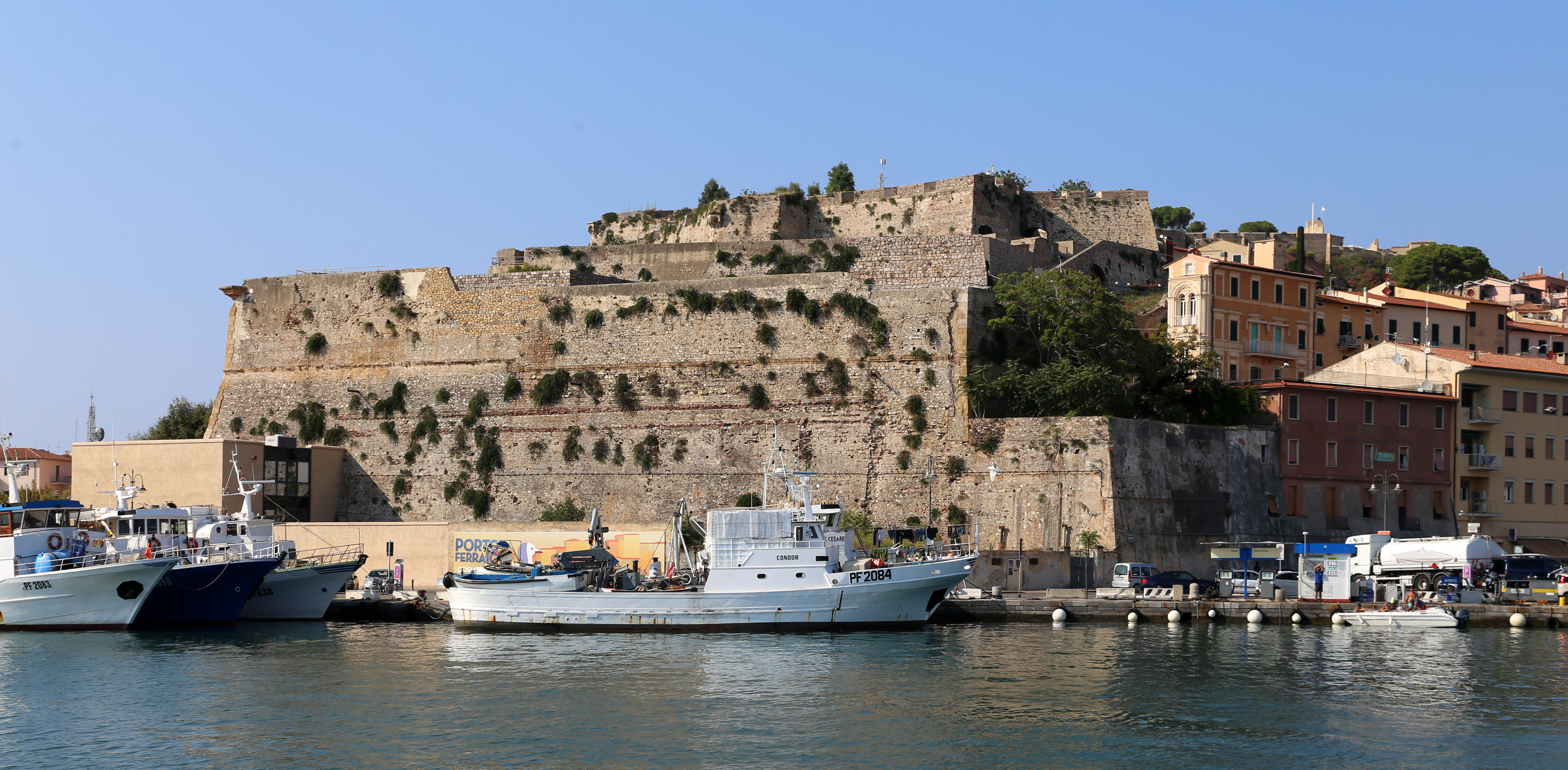
Le fort Falcone vu de la mer.
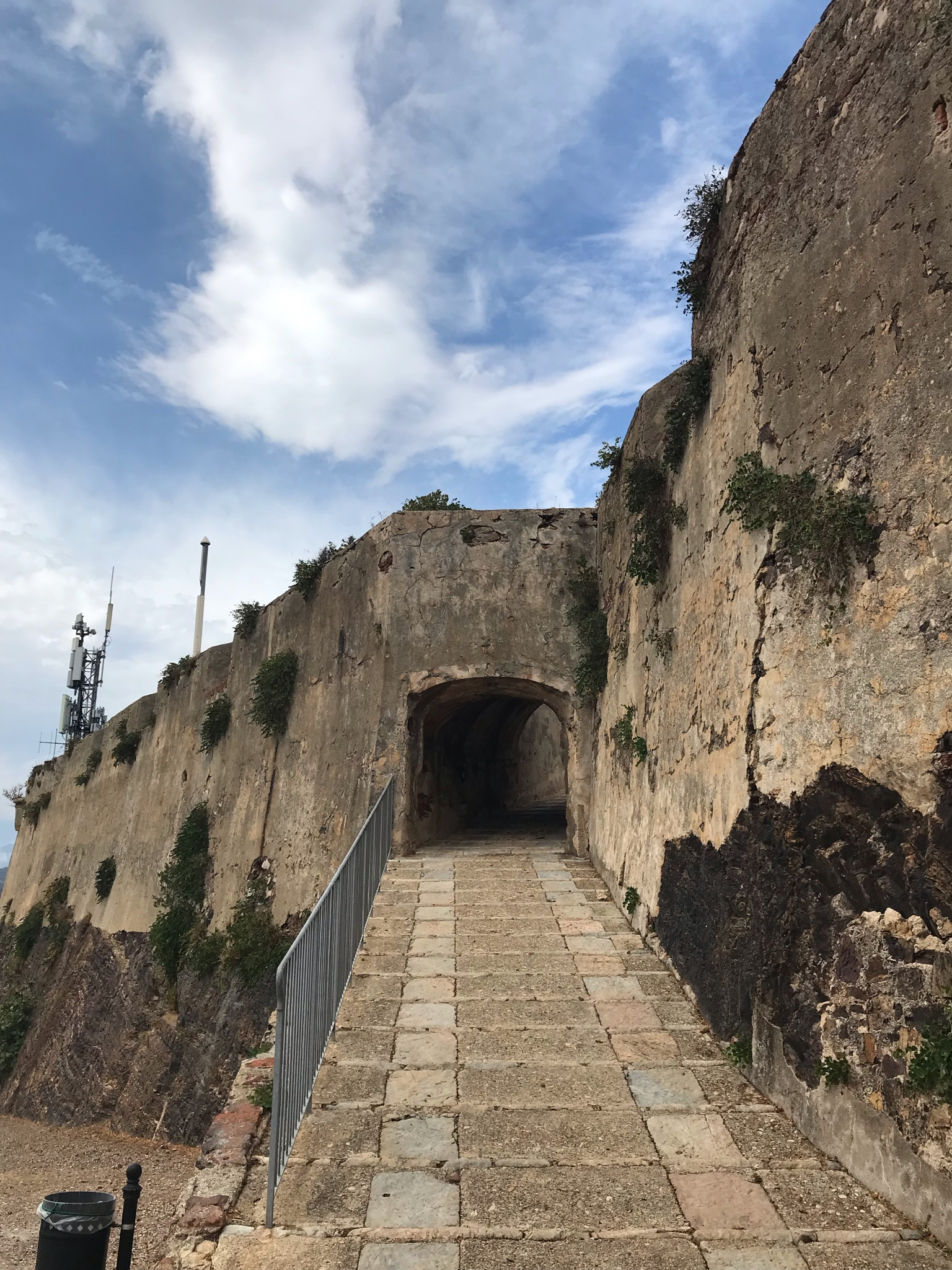
L'entrée du fort.
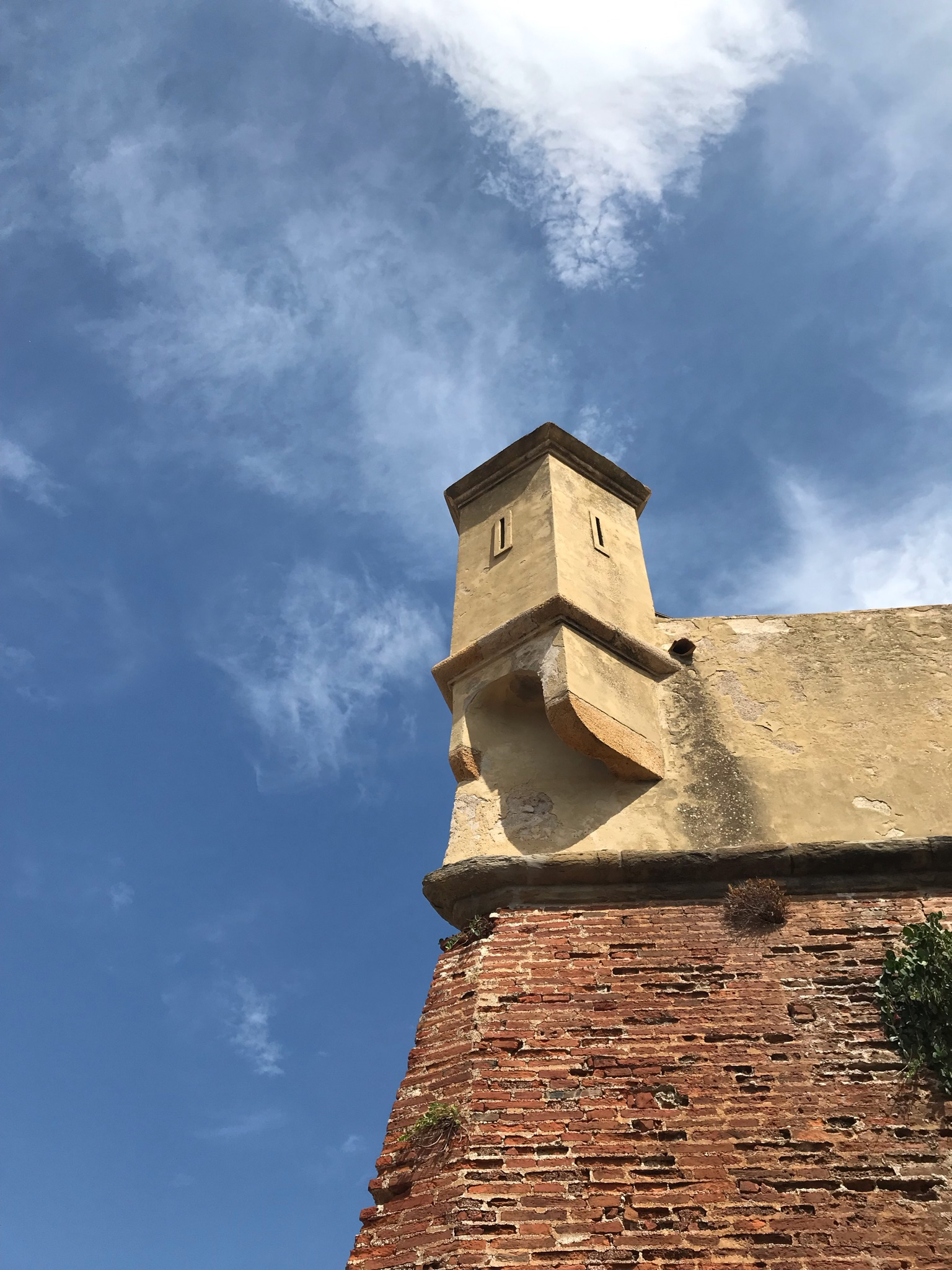
Échauguette.
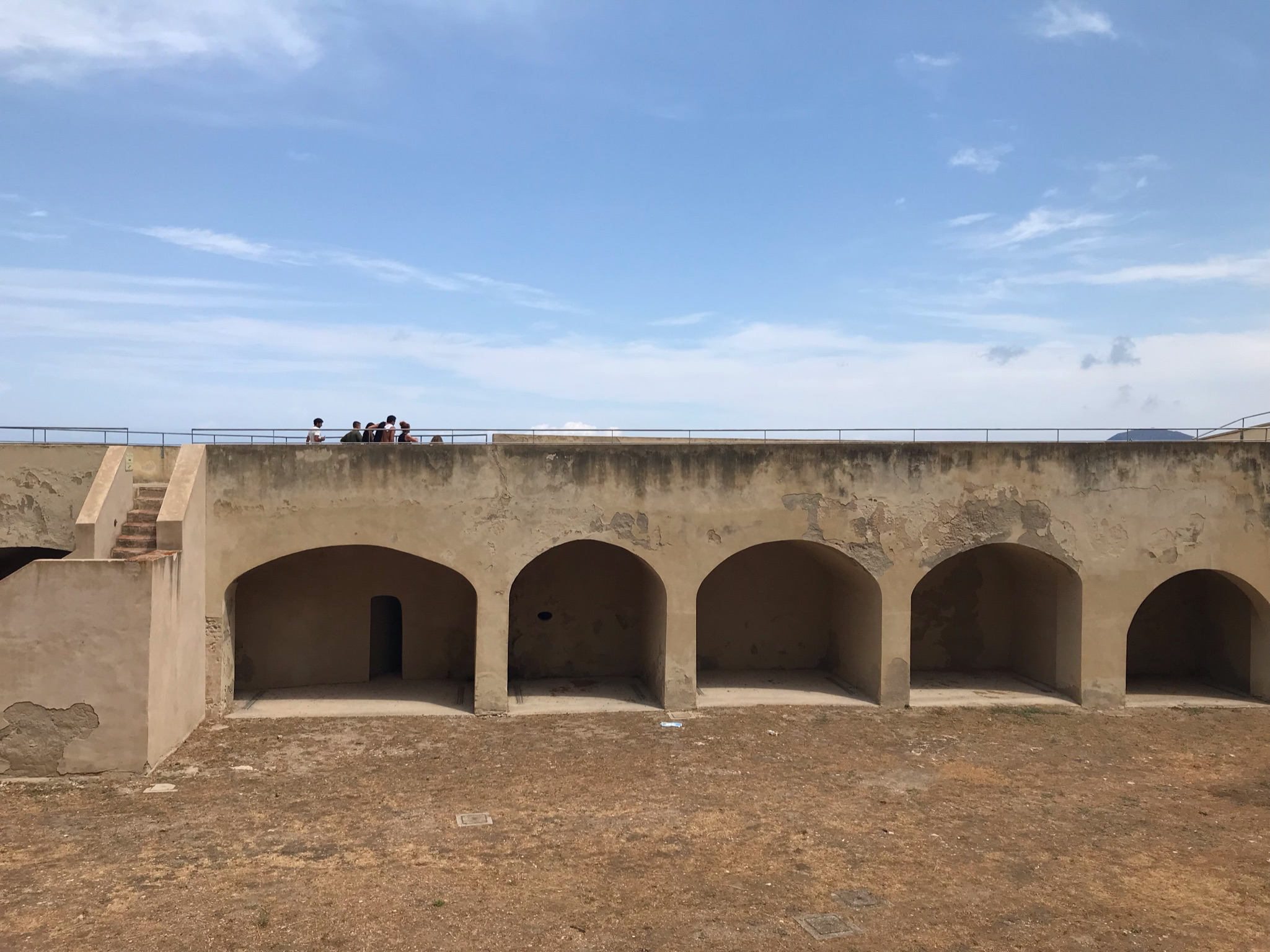
La cour intérieure.
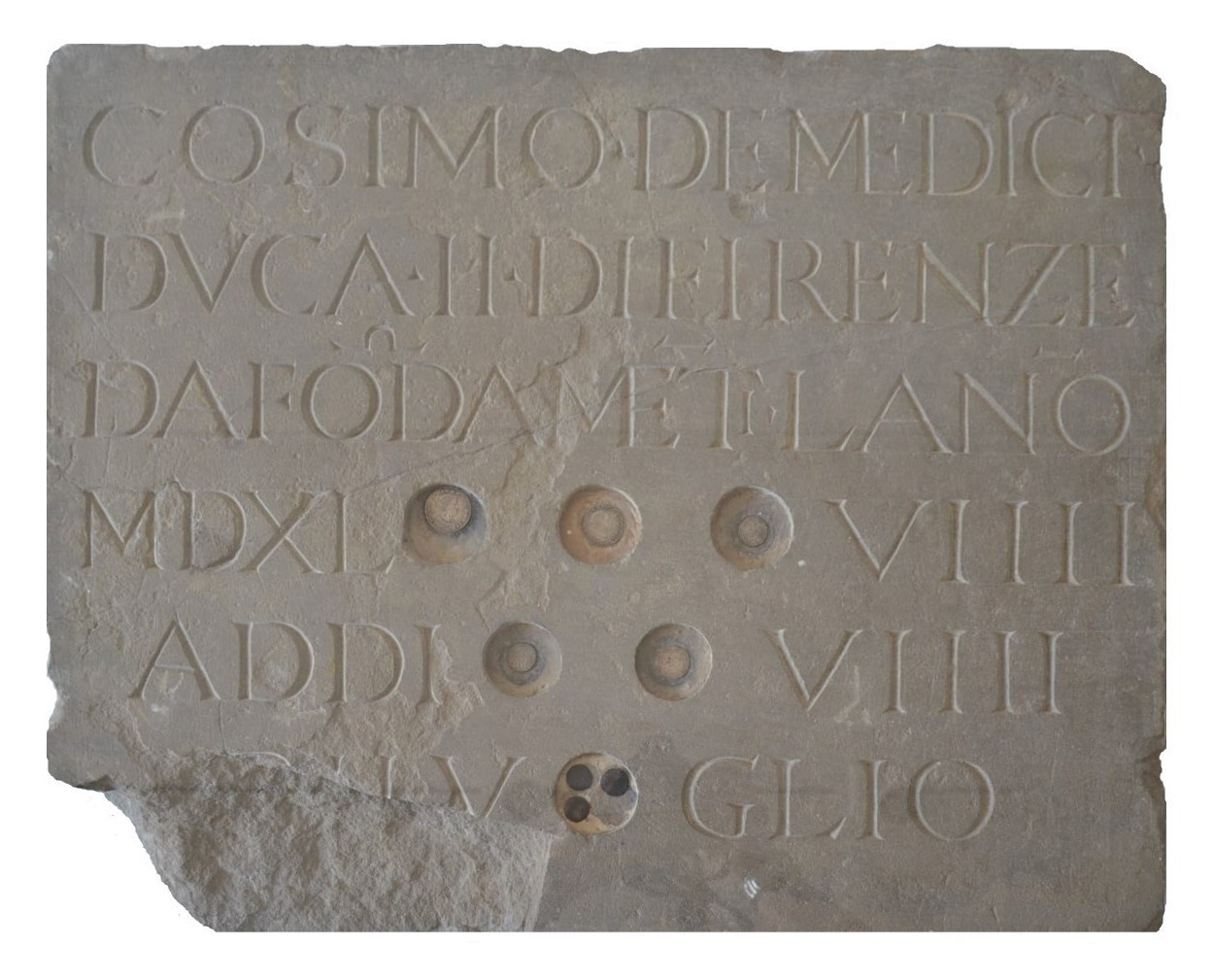
Pierre de fondation.